# Хомс (мухафаза)
Вижте пояснителната страница за други значения на Хомс.
Хомс е сред 14-те мухафази (области) на Сирия. Нейният административен център е гр. Хомс.
Населението ѝ е 1 803 000 жители (по приблизителна оценка от декември 2011 г.). Намира се в часова зона UTC+2. Разделена е на 6 минтаки (околии). Основен език е арабският.